# Tauplitzalm
Tauplitzalm je náhorní plošina ve štýrské části Solné komory v Rakousku a stejnojmenná část obce Bad Mitterndorf. Plošina se nachází na jihovýchodě pohoří Totes Gebirge a je v nadmořské výšce od 1600 m n. m. do 2000 m n. m. Rozkládá se mezi Lawinensteinem na západě a Schwarzensee na východě a zaujímá plochu asi 5 km². Tauplitzalm je největší jezerní plošina v severních vápencových Alpách. Na Tauplitzalm je možné se dostat z Tauplitz sedačkovou lanovkou nebo po Tauplitzalm Alpine Road z Bad Mitterndorfu. Na Tauplitzalmu je dobře rozvinutá turistická infrastruktura s několika stravovacími a ubytovacími zařízeními, lyžařským areálem a od roku 1963 vlastním kostelem.

## Geografie
Na náhorní plošině Alm je šest jezer. Kromě tří největších, Steirersee, Schwarzensee a Großsee, jsou to Krallersee, Märchensee a Tauplitzsee.
Nejznámější hory na Tauplitzalmu jsou Sturzhahn (2028 m n. m.), Traweng (1981 m) a Almkogel (2116 m). Na Traweng vede zajištěná cesta (ferrata) Gamsblick, která je jako celek hodnocena obtížností C (obtížná). Celkově je na Tauplitzalmu mnoho hor. Mezi další hory patří Schneiderkogel, Mitterberg, Roßkogel, Tranebenkogel, Grubstein, Gamsspitz, Gamsstein a Steileck, což je zase trochu na východ.

## Sportovní využití

### Letní horská turistika
V létě je možné podniknout túry např. k horským jezerům, kde se v členité krasové krajině vyskytuje mnoho vzácných alpských rostlin a živočichů. Oblíbená prohlídka začíná přímo na Tauplitzalmu. Odtud se pokračuje na východ kolem Tauplitzsee, Steirersee a Schwarzensee. Dále je na trase chata Leistalmhütt.

### Zimní lyžování
Tauplitz je považován za kolébku alpského lyžování ve východních Alpách, již v roce 1910 zde byly stavěny první lyžařské chaty a pořádány lyžařské kurzy. V roce 1935 byl postaven a uveden do provozu jeden z prvních lyžařských vleků v Rakousku, jednalo se o primitivní podobu dnešního vleku. Jednosedačková lanovka z Tauplitz na Tauplitzalm, která byla otevřena v roce 1952, byla v době svého vzniku nejdelší sedačkovou lanovkou na světě.
V zimě se otevírá přidružený areál zimních sportů Tauplitz se 43 km sjezdovek v nadmořské výšce od 900 m n. m. do 1965 m n. m.